# Wilhelm Franken
Wilhelm Franken (11 de setembro de 1914 - 13 de janeiro de 1945) foi um comandante de U-Boot que serviu na Kriegsmarine durante a Segunda Guerra Mundial.

## Carreira militar

### Patentes
| Offiziersanwärter    | 5 de abril de 1935   |
| Fähnrich zur See     | 1 de julho de 1936   |
| Oberfähnrich zur See | 1 de janeiro de 1938 |
| Leutnant zur See     | 1 de abril de 1938   |
| Oberleutnant zur See | 1 de outubro de 1939 |
| Kapitänleutnant      | 1 de abril de 1942   |
| Korvettenkapitän     | 1 de janeiro de 1945 |

### Condecorações
| Condecoração por logo tempo de serviço da Wehrmacht 4ª Classe | 4 de abril de 1939    |
| Cruz de Ferro (1939) 2ª Classe                                | 14 de abril de 1940   |
| Cruz de Ferro (1939) 1ª Classe                                | 28 de janeiro de 1942 |
| Medalha Sudetenland                                           | 31 de maio de 1940    |
| Distintivo de Guerra U-boot (1939)                            | 15 de outubro de 1941 |
| Distintivo da Frota de Guerra                                 | 28 de janeiro de 1942 |
| Croce di Guerra com Espadas                                   | 30 de março de 1942   |
| Cruz de Cavaleiro da Cruz de Ferro                            | 30 de abril de 1943   |
| Medaglia di bronzo al Valore Militare                         | 29 de maio de 1943    |

### Patrulhas
|       | U-Boot | Partida                 | Partida   | Chegada                | Chegada   | Dias     | Toneladas |
| ----- | ------ | ----------------------- | --------- | ---------------------- | --------- | -------- | --------- |
| 1     | U-565  | 11 de abril de 1942     | La Spezia | 30 de abril de 1942    | Salamis   | 20 dias  | 1 361     |
| 2     | U-565  | 7 de maio de 1942       | Salamis   | 10 de junho de 1942    | La Spezia | 35 dias  |           |
| 3     | U-565  | 9 de julho de 1942      | La Spezia | 4 de agosto de 1942    | Salamis   | 27 dias  |           |
| 4     | U-565  | 16 de agosto de 1942    | Salamis   | 25 de agosto de 1942   | La Spezia | 10 dias  |           |
| 5     | U-565  | 31 de agosto de 1942    | La Spezia | 4 de setembro de 1942  | La Spezia | 5 dias   |           |
| 6     | U-565  | 25 de outubro de 1942   | La Spezia | 13 de novembro de 1942 | La Spezia | 20 dias  |           |
| 7     | U-565  | 23 de novembro de 1942  | La Spezia | 1 de janeiro de 1943   | La Spezia | 40 dias  | 1 540     |
| 8     | U-565  | 14 de fevereiro de 1943 | La Spezia | 5 de março de 1943     | La Spezia | 20 dias  | 17 565    |
| 9     | U-565  | 8 de abril de 1943      | La Spezia | 12 de maio de 1943     | La Spezia | 35 dias  | 9 986     |
| 10    | U-565  | 17 de junho de 1943     | La Spezia | 23 de julho de 1943    | Toulon    | 37 dias  |           |
| 11    | U-565  | 7 de setembro de 1943   | Toulon    | 1 de outubro de 1943   | Toulon    | 25 dias  |           |
| Total | Total  | Total                   | Total     | Total                  | Total     | 274 dias | 30 452 t  |

### Navios afundados
Navios afundados por Wilhelm Franken:
- 3 navios afundados num total de 11 347 GRT
- 1 navio de guerra afundado num total de 1 540 toneladas
- 2 navios danificados num total de 17 565 GRT

| Data                    | U-Boot | Nome da Embarcação            | Toneladas | Nacionalidade  | Comboio | Local do ataque     |
| ----------------------- | ------ | ----------------------------- | --------- | -------------- | ------- | ------------------- |
| 23 de abril de 1942     | U-565  | Kirkland                      | 1 361     | Reino Unido    | TA-36   | 31° 51' N 26° 37' E |
| 18 de dezembro de 1942  | U-565  | HMS Partridge                 | 1 540     | Reino Unido    |         | 35° 50' N 1° 35' O  |
| 24 de fevereiro de 1943 | U-565  | Nathanael Greene (danificado) | 7 176     | Estados Unidos | MKS-8   | 35° 56' N 0° 05' E  |
| 27 de fevereiro de 1943 | U-565  | Seminole (danificado)         | 10 389    | Reino Unido    | TE-16   | 35° 33' N 2° 33' O  |
| 20 de abril de 1943     | U-565  | Michigan                      | 5 594     | Estados Unidos | UGS-7   | 35° 59' N 1° 25' O  |
| 20 de abril de 1943     | U-565  | Sidi-Bel-Abbès                | 4 392     | França         | UGS-7   | 35° 59' N 1° 25' O  |
| Total                   | Total  | Total                         | 35 902 t  |                |         |                     |

## Operações conjuntas de ataque
O comandante Wilhelm Franken participou das seguinte operações de ataque combinado durante a sua carreira:
- Rudeltaktik Wal[23] (10 de novembro de 1942 - 12 de novembro de 1942)